# Engel
Az Engel (németül angyal) a Rammstein második, Sehnsucht című stúdióalbumának első kislemeze.
A videóklipben Lindemann, Schneider és Flake a közönség, a színpadon játszó zenekart a másik három tag alkotja, Kruspe és Riedel énekes-gitárosként, Landers pedig dobosként. A klip tisztelgés az Alkonyattól pirkadatig című film egyik jelenete előtt.
A refrén női részét egy Bobolina nevű nő énekli, aki egy német popbanda, a Bobo in White Wooden Houses frontasszonya.
A számban szereplő füttymotívum alapvetően csak egy szintetizátoros effekt; koncerteken a gitáros Richard Z. Kruspe is rásegít.

## Számlista

### Engel
A kislemez 1997. április 1-én jelent meg Németországban.
1. Engel
2. Sehnsucht
3. Rammstein (Eskimos & Egypt Radio Edit)
4. Rammstein (Eskimos & Egypt instrumentális verzió)
5. Rammstein (Eredeti verzió)[2]

A Sehnsucht második kislemeze az Engel, Fan-Edition volt, ami 1997. május 23-án jelent meg. Ennek egy kicsit különbözött a számlistája az eredeti Engelétől:

### Fan-Edition
1. Engel (Elnyújtott verzió)
2. Feuerräder (1994-es demófelvétel)
3. Wilder Wein (1994-es demófelvétel)
4. Rammstein (Eskimos & Egypt instrumentális verzió)[3]

## Élő performansz
A Live aus Berlin-féle Engelnél Bobolina a háttérből énekelt egy égő ketrecből, az átvezető rész közben pedig Schneider ütői szikrákat lövelltek. A dalt hosszú szünet után 2009-ben játszották újra koncerten, és azóta is a Liebe ist für alle da lemez turnéjának zárószáma.

## Érdekességek
- A Völkerball DVD-n a stáblista közben az Engel Scala & Kolacny Brothers-féle feldolgozása szól.
- Kevin Cawell használta a számot az Asuka Langley Sohryu (Neon Genesis Evangelion) főszereplésével készült AMV-hez. Ez nyerte meg az AMV-k versenyét 1999-ben az Anime Expo-n.
- A dalt gyakran játsszák sztriptízbárokban, a gitáros, Richard Z. Kruspe állítása szerint már ő maga is hallotta hasonló helyeken megszólalni a számot.